# Брондуков Борислав Миколайович
Борисла́в Микола́йович Брондуко́в  (1 березня 1938, село Дубова (Володарська сільська рада), Поліський район, Київська область, Українська РСР — 10 березня 2004, Биківня, Київ, Україна) — український актор, народний артист Української РСР.

## Життєпис
Народився в невеликому селі Дубова, Київська область у родині військовослужбовця. З шести років у своєму рідному селі на всіх святах читав довгі вірші. У школі вчився добре, отримував грамоти. Десять класів закінчив лише з однією четвіркою — з хімії. Закінчив у Києві будівельний технікум у 1960.
Працював виконробом на будівництві, потім на заводі «Арсенал», де грав у народному театрі. Там його побачив ректор Театрального інституту ім. І.Карпенко-Карого Микола Задніпровський[уточнити], який запропонував Брондукову вступити до інституту. З 1961 по 1965 рік навчався у Театральному інституті ім. І. Карпенка-Карого. Брондуков був одним з найближчих друзів Івана Миколайчука, вони товаришували зі студентських часів. Раїса Недашківська, народна артистка України, однокурсниця Брондукова по театральному інституту згадує: 
| «Боренька був приголомшливо талановитий. Його талант проявлявся не тільки на знімальному майданчику, а й у житті. У наші студентські роки він постійно всіх нас смішив. Просто доводив всіх до сліз, а сам в цей час залишався дуже серйозним.»[4] |
Як кіноактор дебютував 1962 року у фільмі Сергія Параджанова «Квітка на камені».
У 1968 році — нагороджений дипломом Всесоюзного кінофестивалю у Ленінграді за найкращу чоловічу роль у фільмі «Камінний хрест».
Пізніше знявся у понад 110 фільмах, в тому числі у стрічках «Афоня», «Осінній марафон», «Пригоди Шерлока Холмса і доктора Ватсона», «Вас чекає громадянка Ніканорова», «Будь здоровим і прощай», «Небезпечні гастролі», «Зелений фургон», «Ми з джазу».
У кіно не грав головних персонажів. Він відмовлявся від центральних ролей, якщо вони йому не подобалися і завжди міг, за його словами, з будь-якого епізоду «зробити цукерку».
У 1995 році став першим лауреатом Державної премії України імені Олександра Довженка.
У 1984 році пережив перший інсульт. Пізніше він переніс ще два інсульти і операцію з видалення гематоми головного мозку.
Востаннє на екрані з'явився у 1997 році в картині «Хіппініада, або Материк любові», але після третього інсульту (1997) він не розмовляв і не вставав з ліжка. Постійно за ним доглядала дружина Катерина.
Помер на 67-му році життя. Похований на Байковому кладовищі у Києві (ділянка № 49а).
Причиною смерті став інсульт.

## Особисте життя
На початку 1960-х одружився зі студенткою Ленінградського політехнічного інституту Мариною, яку зустрів на зйомках фільму «Бур'ян», де вона була звукооператором. Спільне життя виявилося невдалим, незабаром після весілля з'ясувалося, що дружина має психічне захворювання, і через короткий час вони розлучилися.
Зі своєю другою дружиною, Катериною, студенткою театрального інституту, познайомився у 1969 році, тоді йому був 31 рік, а їй — 19. Борислав та Катерина Брондукови виховали двох синів —  Костянтина (1970 р. н.) і Богдана (1979 р. н.).

## Премії та нагороди
- 1973 — Заслужений артист Української РСР
- 1988 — Народний артист Української РСР
- 1995 — Перший лауреат Державної премії України імені Олександра Довженка.
- 1968 — Диплом ІІІ-го Всесоюзного кінофестивалю за роль у фільмі «Камінний хрест» (Ленінград).
- 1981 — Лауреат XIX Всесоюзного кінофестивалю — за найкращу чоловічу роль (Вільнюс).

## Вшанування пам'яті
У День українського кіно, 8 вересня 2012 року, у Києві на вул. Інститутській, 22/7 відкрили меморіальну дошку на фасадній стороні будинку, в якому проживав Борислав Брондуков.
У 2008 році в Києві видана книга «Тринадцять сповідей», складена вдовою актора Катериною Брондуковою. До неї увійшли поетичні мініатюри та вірші Брондукова.
- Могила Борислава Брондукова на Байковому кладовищі у Києві
- Меморіальна дошка на вул. Інститутській у Києві

## Фільмографія

### Актор
1. «Квітка на камені» (1962)
2. «Бур'ян» (1965)
3. «Гадюка» (1965) — червоноармієць
4. «Немає невідомих солдатів» (1965) — солдат
5. «Хто повернеться — долюбить» (1966) — радянський партизан
6. «Вій» — бурсак (1967)
7. «Вечір на Івана Купала» (1968)
8. «Камінний хрест» — крадій (1968)
9. «Розвідники» (1968) — конвоїр
10. «Анничка» — Крупяк, він же пан Крупенко, головний поліцай (1969)
11. «Варчина земля» (1968) — Шевельков
12. «Якщо є вітрила» (1969) — Пташко
13. «Комісари» (1969) — Коваль
14. «Небезпечні гастролі» — сторож (1969)
15. «Острів Вовчий» (1969)
16. «Захар Беркут» — монгольський воєначальник Бурунда (1970)
17. «Олеся» — Ярмола (1970)
18. «Сеспель» (1970)
19. «Крок з даху» (1970) — поручик
20. «Сім'я Коцюбинських» (1970) — Микола ІІ
21. «Сімнадцятий трансатлантичний» (1971)
22. «Де ви, лицарі?» (1971) — міліціонер
23. «День моїх синів» (1971) — Силкін
24. «Здрастуй і прощай» (1972) — Раков
25. «Тут нам жити» (1972) — Петро
26. «Дід лівого крайнього» (1973) — Іван Бессараб
27. «Чорний капітан» (1973)
28. «Премія» (1974) — Зюбін
29. «Я служу на кордоні» (1974) — майор Гребньов
30. «Афоня» (1975) — Федул
31. «Зірка привабливого щастя» (1976) — солдат
32. «Марина» (1975) — Тиркін
33. «Втеча з палацу» (1975) — Михайло
34. «Повторне весілля» (1975) — директор майстерні
35. ««Сто грам» для хоробрості...» (1976) — Федя
36. «Два капітани» (1976) — Голуб
37. «Дні Турбіних» (1976) — агітатор
38. «Табір іде в небо» (1976) — Буча
39. «Тривожний місяць вересень» (1976) — Попеленко
40. «Вдови» (1976) — Галкін
41. «Женитьба» (1977) — Анучкін
42. «Міміно» (1977) — людина, яка зважувалася перед польотом
43. «Ніс» (1977) — Іван
44. «У нас новенька» (1977) — Панков
45. «Юлія Вревська» (1977) — Тюрін
46. «Вас чекає громадянка Никанорова» (1978) — Паша Дьожкін
47. «Підозрілий» (1978)
48. «Суєта суєт» (1978) — Сергієнко
49. «Вавилон ХХ» (1979) — Явтушок
50. «Гараж» (1979) — наречений
51. «Кіт у мішку» (1979) — Кузьма Тюлькін
52. «Осінній марафон» (1979) — перехожий
53. «Шлях до Софії» (1979) — солдат
54. «З коханням навпіл» (1979) — Якимович
55. «Санта Есперанса» (1979) — Непомусенко
56. «Шерлок Холмс і доктор Ватсон» (1979) — інспектор Лестрейд
57. «Дульсінея Тобоська» (1980) — наречений Альдонси
58. «Пригоди Шерлока Холмса і доктора Ватсона» — інспектор Лестрейд (1980)
59. «Про бідного гусара замовте слово» (1980) — тюремник
60. «Продається ведмежа шкура» (1980) — поштар
61. «Крупна розмова» (1981) — Степчак
62. «Осіння дорога до мами» (1981) — шофер
63. «Пригоди Шерлока Холмса і доктора Ватсона: Собака Баскервілів» — інспектор Лестрейд (1981)
64. «Проданий сміх» — фотограф (1981)
65. «Дивись в обидва!» — товариш Ликін (1981)
66. «Зоряне відрядження» (1982) — Лур
67. «Козача застава» (1982) — Олексій Бутов
68. «Падіння Кондора» (1982)
69. «Сльози крапали» (1982) — господар коня
70. «Спортлото-82» (1982) — директор туристичної бази
71. «Справа для справжніх чоловіків» (1983) — Карпов
72. «Якщо вірити Лопотухіну...» (1983) — дядя Коля
73. «Зелений фургон» (1983) — Грищенко
74. «Ми з джазу» (1983) — підставний Колбасьєв
75. «Пригоди Шерлока Холмса і доктора Ватсона: Скарби Агри» — інспектор Лестрейд (1983)
76. «Талісман» (1983) — майор міліції Васильєв
77. «Унікум» (1983) — Петро Хомич
78. «Я готовий прийняти виклик» (1983)
79. «Вантаж без маркування» (1984) — матрос-охоронець
80. «Жорстокий романс» (1984) — Іван, слуга у кав'ярні
81. «Осінній подарунок фей» (1984) — художник
82. «Якщо можеш, прости...» (1984)
83. «Батальйони просять вогню» (1985) — старшина Цигичко
84. «Вечорниці» (1985)
85. «Кармелюк» (1985) — Данило
86. «Небезпечно для життя!» (1985) — Андрій Павлович Передєлкін
87. «Подвиг Одеси» (1985) — Борщ
88. «Прощавай, зелень літа» (1985)
89. «Дім батька твого» (1986)
90. «Добре сидимо!» (1986) — дисертант
91. «Зимівля на Студеній»
92. «Злоблива неділя» (1986) — Степан Захарович
93. «Не забудьте вимкнути телевізор» (1986) — Топтунов
94. «Потрібні люди» (1986) — сторож Петрович
95. «Прем'єра у Сосновці» (1986)
96. «Раз на раз не випадає» (1987)
97. «Людина з бульвару Капуцинів» (1987) — Денлі
98. «Моя люба» (1987)
99. «Зять із провінції» (1987) — Георгій Сафарович, заступник директора зоопарка (роль озвучена іншим актором)
100. Державний кордон. За порогом перемоги. Фільм 6-й — візник
101. Генеральна репетиція — дядько Симон
102. Загибель богів
103. Грішник
104. Лапта
105. Мистецтво жити в Одесі — перший чекіст
106. Мудромір — винахідник Микола Мурашко
107. Світла особистість — начальник відділу кадрів
108. Гол у Спаські ворота — Михайло Михайлович
109. Іспанська акторка для російського міністра — Єремій
110. Ліфт для проміжної людини — Костянтин Павлович
111. Небилиці про Івана
112. Бля… або Сеніт-зон — «хрещений батько» мафії
113. І повертається вітер — дядя Вася, сусід
114. Нам дзвони не грали, коли ми вмирали — дід
115. І чорт з нами — Петро Петрович, начальник УВС
116. Ізгой (1991) — Гриб
117. Медовий місяць (1991)
118. Подарунок на іменини — Яким
119. Карпатське золото — Зенон
120. Чіча — Мазай, начальник хору
121. Мелодрама з замахом на вбивство (1992) — мужик
122. Успіху вам, панове! (1992) — працівник крематорію
123. Фанданго для мартишки (1992)
124. Чотири листи фанери (1992) — кооператор
125. Екстрасенс (1992)
126. Секретний ешелон (1993) — Духнов
127. Трам-тарарам, або Бухти-барахти (1993) — міліціонер
128. Тутейші («Місцеві») (1993)
129. Я сама (1993) — міліціонер
130. Викуп (1994) — П'яний охоронець-ВОХРівець на вході у психлікарні
131. Капітан Крокус і таємниця маленьких змовників (1994) — шеф поліції
132. Майстер і Маргарита (1994, вийшов на екрани у 2011 році) — Варенуха
133. Тихий жах (1995)
134. Будемо жити (1995)
135. Кайдашева сім'я (1996)
136. Хіппініада, або Материк кохання (1997)

### Кіножурнал«Фитиль»
1. «Здібний учень» (1979, випуск № 202) — слюсар-сантехнік
2. Фитиль № 129-07 «Ради нескольких строчек» (1989)